# Air Premia
Air Premia (Koreanisch: 에어프레미아) ist eine südkoreanische Hybrid-Fluggesellschaft mit Sitz in Seoul.

## Geschichte
Am 27. Juli 2017 gründete der ehemaligen Jeju-Air-Vorsitzende Kim Jong Chul die Airline mit dem Namen „AP Air“. Im Mai 2018 wurde die Fluggesellschaft in „Air Premia“ umbenannt. Nach zweimaliger Beantragung erhielt die Fluggesellschaft ihre Luftfahrtunternehmenslizenz schließlich im März 2019. Im folgenden Monat unterschrieb die Airline einen Leasingvertrag über drei Boeing 787-9 und kündigte Ende Oktober 2019 an, fünf weitere bei Boeing zu kaufen. Die erste 787-9 erhielt Air Premia am 1. April 2021. Der Erstflug wurde am 11. August 2021 auf der Route Seoul–Jeju mit der Flugnummer YP541 durchgeführt. Bis 2024 will die Airline ihre Flotte auf zehn Flugzeuge ausbauen.

## Flugziele
Aktuelle Flugziele von Air Premia sind u. a. Bangkok, Tokio, Ho Chi Minh, Los Angeles und New York. Deutschland wird seit dem 27. Juni 2023 mit Flügen nach Frankfurt bedient.

## Flotte
Mit Stand Mai 2025 besteht die Flotte von Air Premia aus sieben Flugzeugen mit einem Durchschnittsalter von 6,6 Jahren:
| Flugzeugtyp             | Anzahl | bestellt | Anmerkungen                     | Sitzplätze (Eco+/Economy)              | Durchschnittsalter |
| ----------------------- | ------ | -------- | ------------------------------- | -------------------------------------- | ------------------ |
| Boeing 787-9 Dreamliner | 7      | 2        | zwei betrieben durch Korean Air | 344 (35/309) 338 (56/282) 309 (56/253) | 6,6 Jahre          |
| Gesamt                  | 7      | 2        |                                 |                                        | 6,6 Jahre          |